# James Gordon Horsfall
James Gordon Horsfall (1905 - 1995) fue un botánico, y micólogo estadounidense. Realizó extensas expediciones botánicas a Japón, Corea, y a China. Se llamaba a sí mismo por su lucha contra las royas: botánico con pistola de agua Obtuvo su maestría en la Universidad de Arkansas, y el doctorado en la Cornell.

## Algunas publicaciones
- james Gordon Horsfall, earl l. Arnold. 1936. Use of Graphite to Prevent Clogging of Drills When Sowing Dusted Pea Seed. Volumen 660 de Cornell Univ. Agri. Exp. Station, Geneva Bulletin

### Libros
- james Gordon Horsfall. 1992. The Pioneer Experiment Station, 1875-1975: a history. Edición ilustrada de Union College Press, Schenectady, N.Y. y Antoca Press, 122 pp. ISBN 0963403907

- -----------------------------. 1983. Hunting for Horsfalls. Editor J.G. Horsfall, 86 pp.

- -----------------------------, ellis Brevier Cowling. 1980. Plant disease: an advanced treatise. Volúmenes 1-2. Plant Disease: An Advanced Treatise. Edición ilustrada de Academic Press, 465 pp. ISBN 0123564018

- -----------------------------. 1979. The Vaulx road for 900 years. Editor J.G. Horsfall, 177 pp.

- -----------------------------. 1975. Paul Rufus Burkholder: February 1, 1903-August 11, 1972. Volumen 47, Número 1 de Biographical memoirs. Editor National Academy of Sciences, 23 pp.

- -----------------------------, raymond j. Lukens. 1968. Aldehyde traps as antisporulants for fungi. Volúmenes 688-705, Número 694 de Boletín Connecticut Agricultural Experiment Station. Editor Connecticut Agr. Exp. Station, 27 pp.

- -----------------------------. 1965. Fungitoxicity of dioxanes, dioxolanes, and methylenedioxybenzenes. Volumen 673 de Boletín Connecticut Agricultural Experiment Station, New Haven. Editor Connecticut Agricultural Experiment Station, 44 pp.

- -----------------------------, albert eugene Dimond. 1960. Plant pathology: an advanced treatise. Volumen 1. Plant Pathology: An Advanced Treatise. Editor Academic Press, 2004 pp.

- -----------------------------. 1956. Principles of fungicidal action. Volumen 30 de New series of plant science books. Editor Chronica Botanica Co. 279 pp.

- -----------------------------. 1945. Fungicides and their action. Volumen 2 de Annales cryptogamici et phytopathologici. Editor Chronica Botanica Company, 239 pp.

- -----------------------------. 1943. Controlling pests of war gardens. Circular Connecticut Agricultural Experiment Station. Con neely Turner, 20 pp.

- -----------------------------, john william Heuberger. 1942. Causes, effects and control of defoliation on tomatoes. Volúmenes 452-466. Número 456 de Boletín Connecticut Agricultural Experiment Station. Editor Connecticut Agr. Exp. Station, 223 pp.

- -----------------------------. 1938. Bordeaux injury to tomatoes and it effect on ripening. Editor New York State Agricultural Experimental Station, 39 pp.

- -----------------------------. 1934. Zinc oxide as a seed and soil treatment for damping-off. Número 650 de Boletín New York State Agricultural Experiment Station. 25 pp.

- -----------------------------, zoltan Imre Kertesz. 1933. Abnormal enlargement of peas from plants affected with root-rot. Volúmenes 615-644, Número 621 de Boletín New York State Agricultural Experiment Station. Editor	New York State Agricultural Experiment Station, 20 pp.

- -----------------------------. 1932. Red oxide of copper as a dust fungicide for combating damping-off by seed treatment. Volúmenes 615-644, Número 615 de Boletín New York State Agricultural Experiment Station. Editor New York State Agricultural Experiment Station, 26 pp.

- -----------------------------. 1930. A study of meadow-crop diseases in New York. Volumen 130 de Memoir (Cornell University. Agricultural Experiment Station). Editor	Cornell University, 139 pp.